# Jacques-Émile Lafon
Pour les articles homonymes, voir Lafon.
Jacques-Émile Lafon, ou Émile-Jacques Lafon, né Jacques Lafon à Périgueux le 26 janvier 1817 et mort dans le 7e arrondissement de Paris le 19 février 1886, est un peintre français.
Il est connu pour ses peintures religieuses et reçoit de nombreuses commandes officielles.

## Biographie
Né à Périgueux, Jacques-Émile Lafon est le fils de Charles Lafon (des Balans) (1789-1861) et Marie Balan (1794-1870). Il a un frère, Pierre Charles Lafon (1815-1875), dont la fille Jeanne Marie Éva Lafon (1841-1871) épousera le célèbre marchand de tableaux Paul Durand-Ruel,.
Il devient élève d'Antoine-Jean Gros, élève de David, puis, après son suicide, de Paul Delaroche, lui-même élève de Gros,, à l'École des beaux-arts de Paris.
En 1841, il épouse Marie-Antoinette Choiselat-Gallien, fille de l'orfèvre réputé Louis-Isidore Choiselat et belle-sœur du photographe et ingénieur Stanislas Ratel. Ils auront six enfants, dont quatre fils. Deux seront moines. Le quatrième enfant, François Lafon (1846-1913), deviendra peintre et aura un fils également peintre,,.
Grand ami de Louis Veuillot, celui-ci l'a toujours soutenu dans sa carrière.
La ville de Périgueux a donné son nom à une de ses rues en son hommage.

## Carrière
Jacques-Émile Lafon est apprécié pour sa peinture religieuse et reçoit de nombreuses commandes officielles.
En 1841, il expose au Salon où il remporte une médaille d'or pour La Communion de la Vierge et Saint Pierre marchant sur les eaux. Il est nommé de chevalier de la Légion d'honneur en remerciement de son décor pour la chapelle Saint-François-Xavier de l'église Saint-Sulpice de Paris en 1859.
En 1868, il peint La Bataille de Mentana qui est offerte par les catholiques français au pape Pie IX. Hommage suprême, le pape lui remet, lors d'une visite à l'atelier, les insignes de l'ordre de Saint-Grégoire-le-Grand, puis plus tard la décoration de commandeur du même ordre et le titre de comte romain. Le tableau est conservé à Rome au palais du Quirinal, puis au Vatican.
La signature du peintre change selon le style des œuvres, ce qui rend son identification plus difficile et crée des confusions fréquentes sur son prénom dans les catalogues : « LAFON », « Jacques Émile Lafon », « J. EMILE LAFON », « J.E.L », « J.E. LAFON », « J.L.E. », « J.EMILE L. » (parfois lu « EMILE G. »), etc..
Entre 1999 et 2002, la DRAC Aquitaine a confié à Françoise Perret, restauratrice à Sergeac, la restauration de l'ensemble de son Chemin de croix peint pour la cathédrale Saint-Front de Périgueux entre 1849 et 1851. L'ampleur et la qualité de son œuvre ont été redécouvertes à la faveur de ce travail et de recherches historiques.

## Distinctions
- Commandeur de l'ordre de Saint-Grégoire-le-Grand
- Chevalier de la Légion d'honneur

## Œuvres conservées dans les collections publiques
De nombreux tableaux de Jacques-Émile Lafon sont conservés dans les églises de France, dont plusieurs sont inscrits sur les listes des monuments historiques.
- 1836, Portrait de Mustapha Ben Ismaïl, huile sur toile, Paris, musée de l’Armée[10].
- 1842, Les Disciples d'Emmaüs, copie d'un tableau, sur commande de l'État français pour l'église d'Excideuil[11].
- 1844, Jésus Christ marchant sur les eaux et relevant saint Pierre qui vient au-devant de lui, Salon en 1844, Périgueux, église Saint-Front[12].
- De 1849 à 1851, Chemin de croix, cathédrale de Périgueux[5].
- 1850, Mort de l'archevêque de Paris, monseigneur Affre, commande par l'État français d'une copie interprétée d'après son tableau exposé au Salon de 1849, Rodez, musée des Beaux-Arts Denys-Puech[13].
- 1850, Portrait de monseigneur Affre, Rodez, musée des Beaux-Arts Denys-Puech[14].
- Peinture murale pour la chapelle de la Vierge, église des Bénédictins de l'abbaye Saint-Pierre de Brantôme[15].
- 1853, Portrait du Prince-Président, Périgueux, mairie[16].
- 1858, Portrait de C.F. Morice De la Rue, huile sur toile[17],[18].
- 1859, peinture murale pour la chapelle Saint-François-Xavier, Paris, église Saint-Sulpice[19],[20].
- 1861, Saint-Jean l’évangéliste donnant la Communion à la Vierge, huile sur bois, Périgueux, musée d'Art et d'Archéologie du Périgord[21].
- 1864, Portrait de l'archevêque Fruchaud, huile sur toile, Tours, basilique Saint-Martin[22].
- Un miracle du fondateur des hospitaliers de Saint-Jean-de-Dieu, achat de l'État français, localisation inconnue[23].
- 1874, Saint Jean de Dieu et le pauvre transfiguré, localisation inconnue[24].
- 1876, Portrait de l'archevêque Collet, huile sur toile, Tours, basilique Saint-Martin[25].
- Portrait de Napoléon III, Périgueux, musée d'Art et d'Archéologie du Périgord][26]
- Épisodes de la vie de saint Ignace de Loyola, cycle de trois toiles marouflées, dont Le Vœu de saint Ignace et de ses compagnons à Montmartre, Paris, église Notre-Dame de Clignancourt[27].
- L'Homme-orchestre, huile sur bois. Achaté de la Ville de Tours en 1873, Tours, musée des Beaux-Arts[28].
- Portrait de Jules Michelin, musée de Provins[29].

Œuvres de Jacques-Émile Lafon
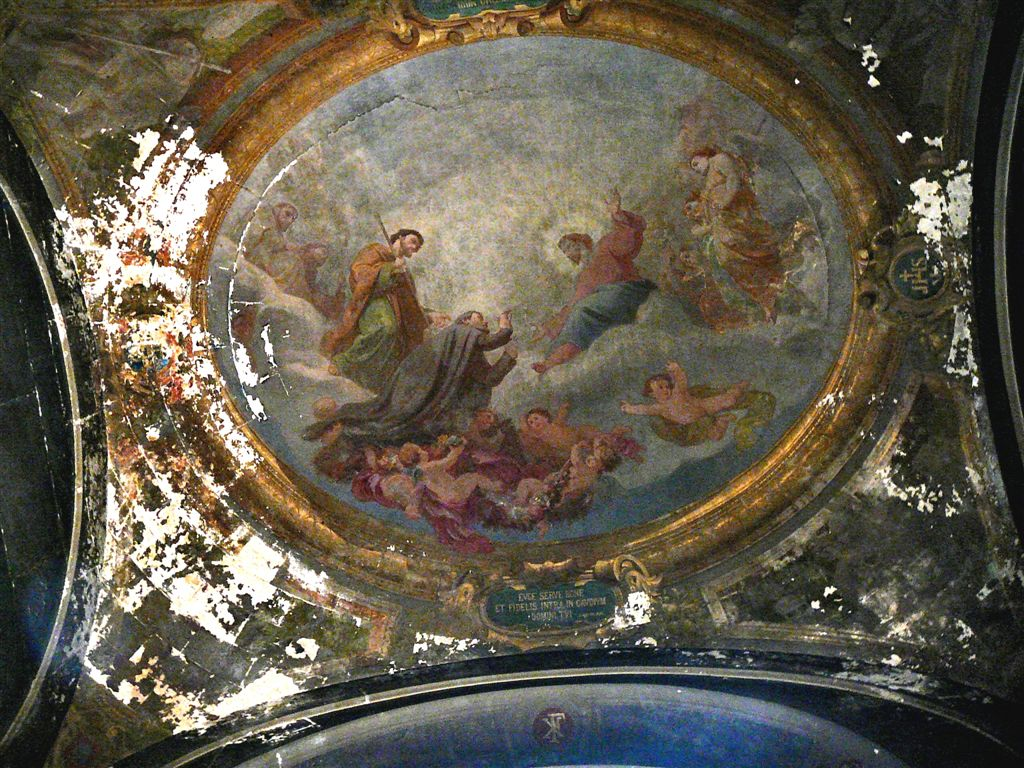
Plafond de la chapelle Saint-François-Xavier, Paris, église Saint-Sulpice.
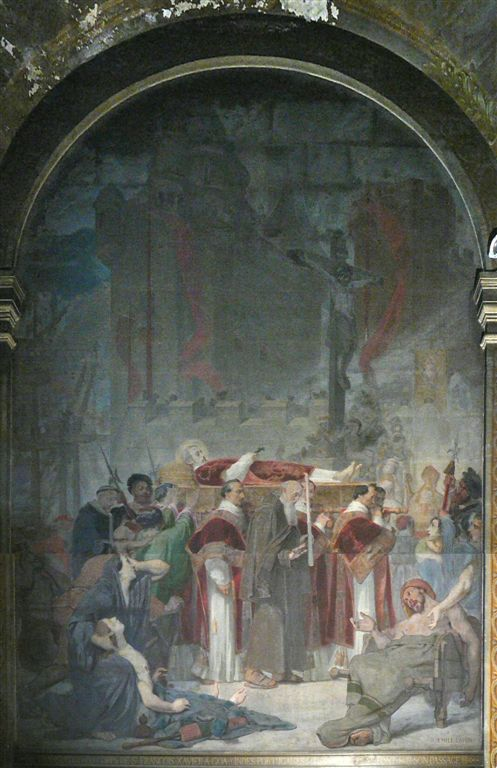
Transposition du corps de Saint François Xavier à Goa (Indes portugaises), des miracles se font sur son passage (1859), Paris, église Saint-Sulpice.
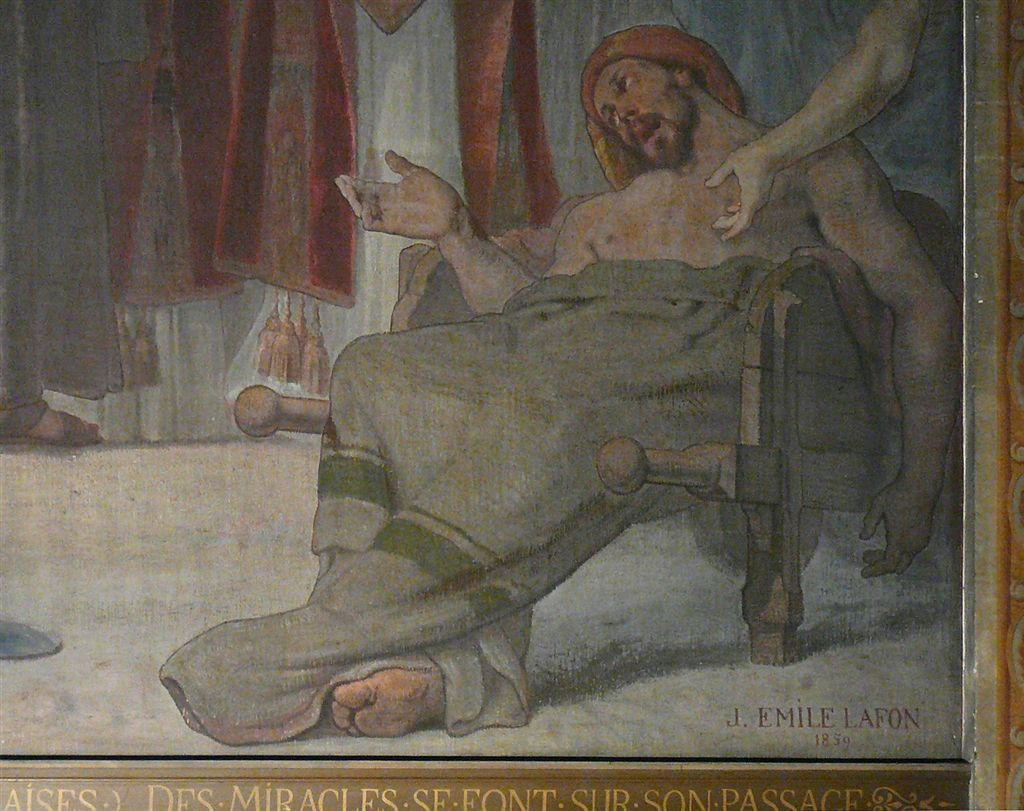
La Transposition de saint François Xavier (1859, détail), Paris, église Saint-Sulpice, chapelle de Saint-François-Xavier.
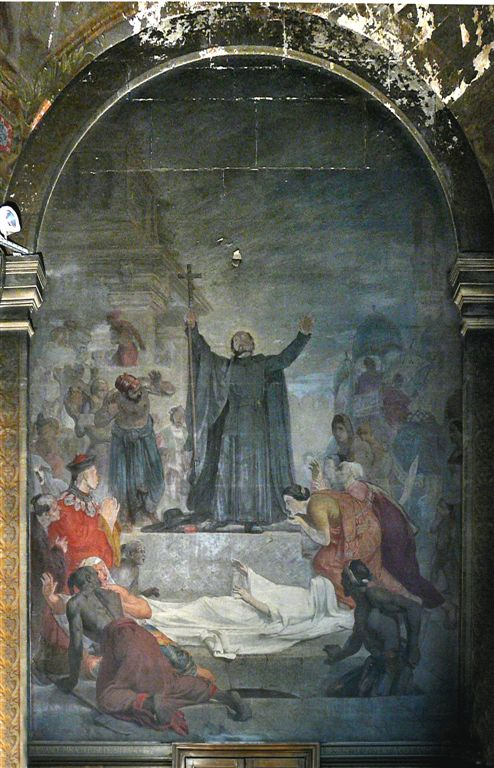
Puissance miraculeuse de Saint François Xavier, il ressuscite un mort à Coulan (Gdes Indes), Paris, église Saint-Sulpice.

## Œuvres diverses
- 1849, Portrait de Eugène Taconet, exécuté à Saint-Valery-en-Caux en aout 1849, représenté sur le bord de la mer, une main dans sa poche, et de l'autre tenant sa canne et son chapeau[30].
- 1874, Portrait de Louis Veuillot[31].

## Élèves
- François Lafon (né en 1846), son quatrième enfant, sera également peintre après une formation dans l'atelier d'Alexandre Cabanel.
- Stanislas Ratel, son beau-frère.

## Exposition
- « Lafon », exposition itinérante organisée par le musée d'Art et d'Archéologie du Périgord, les archives départementales de la Dordogne et les Amis de la cathédrale Saint-Front, du 21 septembre au 28 octobre 2002.